# Valle del Retortillo
Valle del Retortillo település Spanyolországban, Palencia tartományban. Valle del Retortillo Mazuecos de Valdeginate, Cisneros, San Román de la Cuba, Villalcón, Cervatos de la Cueza, Villanueva del Rebollar, Cardeñosa de Volpejera, Paredes de Nava és Frechilla községekkel határos. Lakosainak száma 168 fő (2024).

## Népesség
A település népessége az elmúlt években az alábbi módon változott:
| Lakosok száma | 214  | 189  | 177  | 174  | 191  | 190  | 177  | 164  | 178  | 168  |
|               | 2001 | 2004 | 2007 | 2009 | 2012 | 2014 | 2017 | 2019 | 2022 | 2024 |